# Coschen
Coschen (niedersorbisch Kóšyna) ist ein Ortsteil der Gemeinde Neißemünde im Landkreis Oder-Spree im Land Brandenburg. Der Ort liegt gut sieben Kilometer nördlich von Guben.

## Geschichte

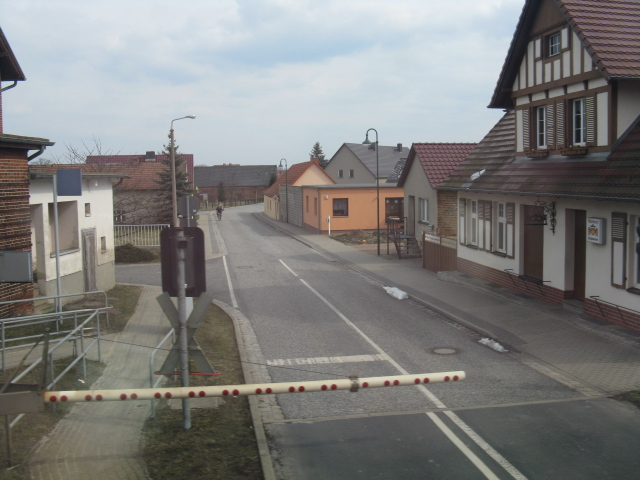
Blick auf die Hauptstraße

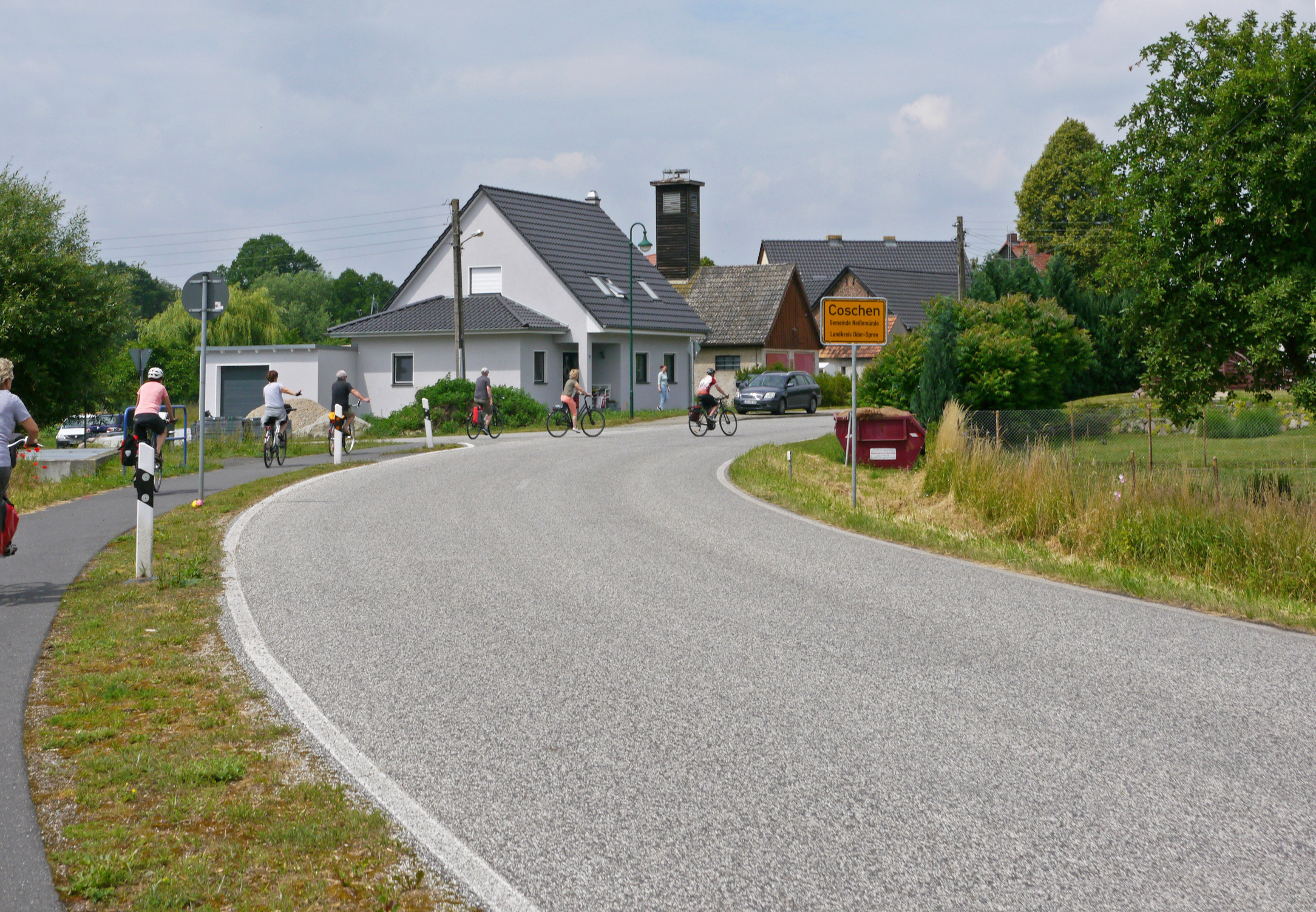
Coschen – Ortseingang

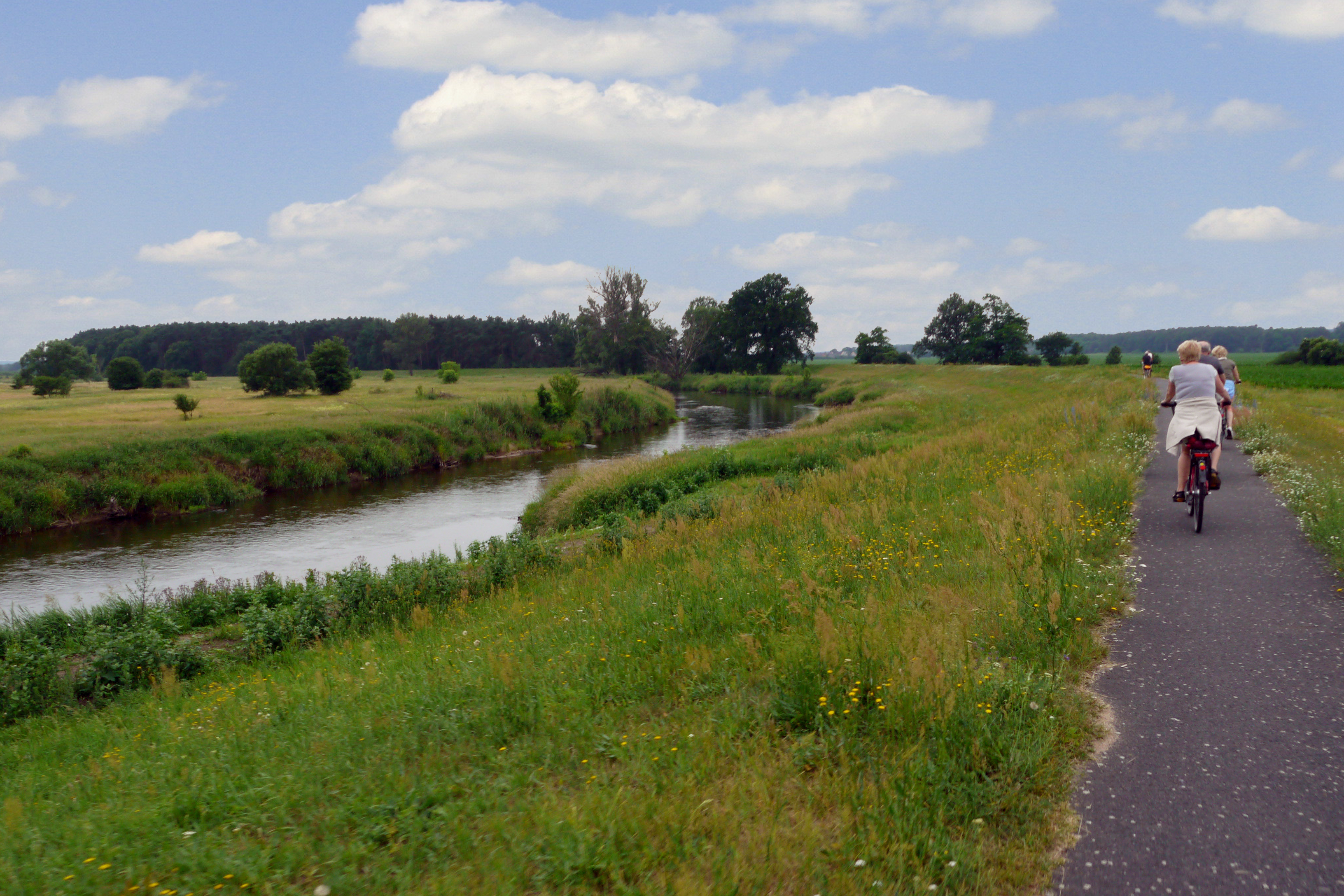
Die Neiße hinter Coschen

Das Gebiet des heutigen Dorfes war bereits in der späten Jungsteinzeit, der  Bronzezeit und der Eisenzeit besiedelt. In der Nähe fand man Gefäßreste aus der Kugelamphorenkultur (spätere Jungsteinzeit), Ackergeräte oder Waffen aus der Bronze- und Eisenzeit.
Eine slawische Siedlung bestand um den Burgwall, der später als Schanzhebbel bezeichnet wurde.
1414 wurde das Dorf erstmals erwähnt, als die Gubener Bürgerin Anna Tylkow und ihr Sohn Jakob einen Teil des Ortes an das Kloster Neuzelle verkauften. Dabei wurde es als Cosschin bezeichnet, 1468 dann als Koschen. Ab 1651 wurde es vom Kloster an die von Rochow verpfändet und blieb bis zur Separation 1817 in dieser Familie.
Mit dem Bau der Eisenbahn 1846 veränderte sich auch das Ortsbild des Dorfes. Der Gasthof „Zur Eisenbahn“ wurde 1870 gebaut, die Eisenbahnhaltestelle „für den Personen-Verkehr“ 1880 eingerichtet. 1894 wurde eine Holzbrücke über die Neiße nach Seitwann gebaut. Und immer wieder gab es Hochwasser. So hatte die Gemeinde 1897 auf ihrer Flur zehn Überflutungen und drei Dammbrüche.
1901 wurde ein Güterbahnhof erbaut. Kiesabbau und eine Schneidemühle belebten die Wirtschaft, eine Poststelle wurde eingerichtet.
1945 wurde die Neißebrücke zerstört.
Am 31. Dezember 2001 bildete Coschen mit drei weiteren Gemeinden die neue Gemeinde Neißemünde. 2014 wurde wieder eine Brücke über die Neiße in das benachbarte polnische Żytowań erbaut.
Am 26. Juni 2019 wurde in Coschen mit 38,6 °C die höchste Junitemperatur Deutschlands seit Beginn der Wetteraufzeichnung gemessen.

## Aktivitäten im Ort
- Eine freiwillige Ortsfeuerwehr ist unter Verwaltung des Amts Neuzelle aktiv und betreibt ein Feuerwehrdepot sowie die angeschlossenen Vereinsräume.
- Seit 1962 gibt es das Kirchengemeindehaus „Johann Crüger“, in dem vierzehntäglich Gottesdienst abgehalten wird. Die Gemeinde gehört zu Guben.
- Der Sportverein spielt in der Fußball-Kreisklasse. Hinter dem Dorf ist ein Fußballplatz mit einem Vereinshaus angelegt.

## Sehenswürdigkeiten

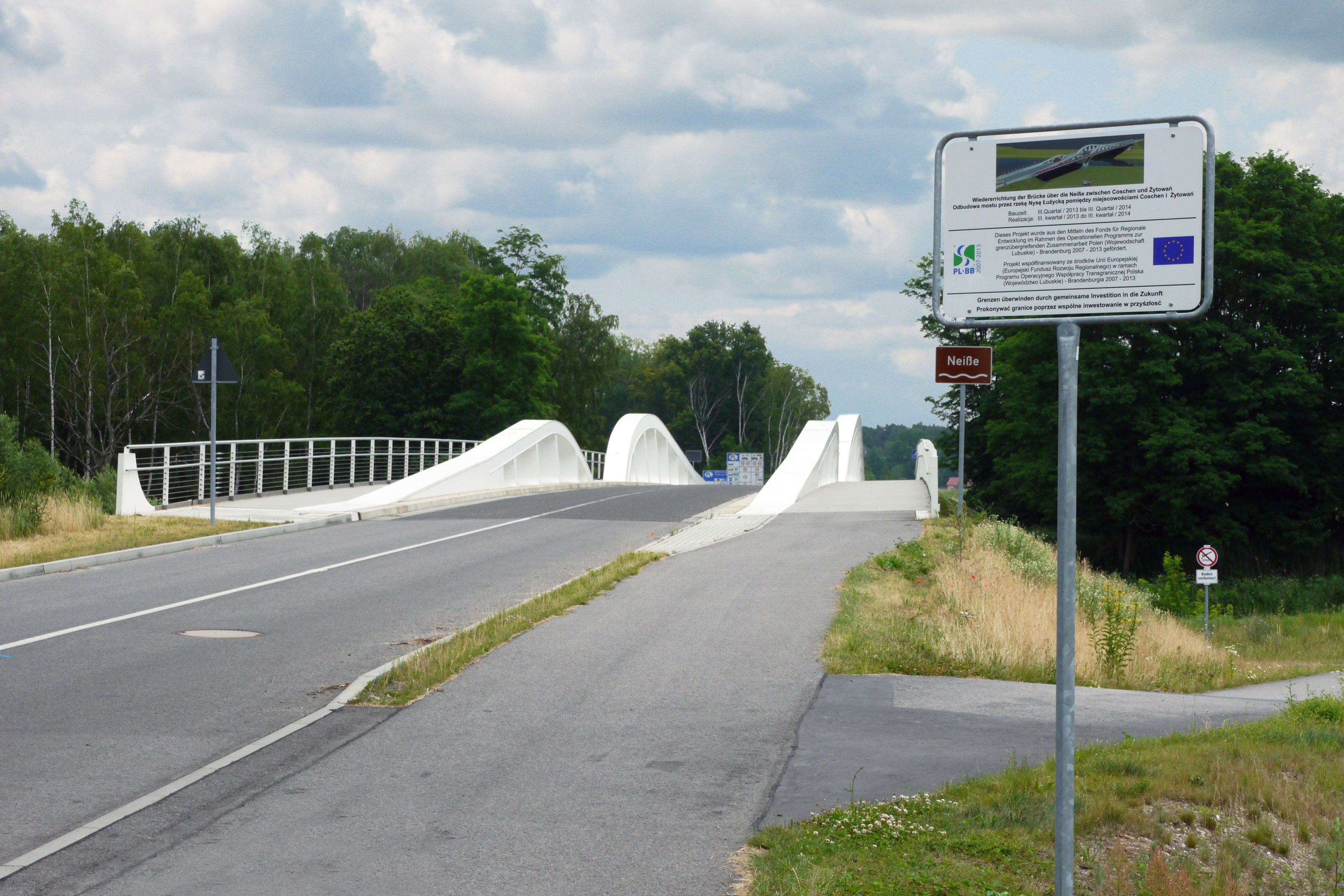
Die Brücke „Neißewelle“

- Ein Radwanderweg führt auf dem Neißedamm weiter zur Neißemündung nach Ratzdorf durch eine Auenlandschaft.
- Ein Badesee entstand aus der Kiesgrube vor etwa 30 Jahren.

## Verkehr/Mobilität
- Die Bundesstraße B112 ist ca. 4 km vom Ort entfernt und verbindet Coschen mit den Städten Forst (Lausitz) und Frankfurt (Oder). Dort befindet sich auch die nächste Autobahnanschlussstelle an die Bundesautobahn 12.
- In Coschen befindet sich ein Haltepunkt der Deutschen Bahn. Er wird von der Regionalbahnlinie RB 43 Frankfurt (Oder)–Falkenberg (Elster) sowie die Regionalexpresslinie RE 10 Frankfurt (Oder)–Leipzig bedient.[6]
- Der Oder-Neiße-Radweg führt durch Coschen hindurch.
- Die Brücke „Neißewelle“ führt in das benachbarte polnische Żytowań.

## Persönlichkeiten
- Der in der gesamten Niederlausitz bekannte Heimatforscher Karl Gander (1855–1945), Gymnasiallehrer in Guben, wurde in Coschen geboren. Er trug entscheidend zur Erforschung der Frühgeschichte des Gebietes bei und sammelte mehr als 300 Sagen der Niederlausitz.